# Purpurhuhn

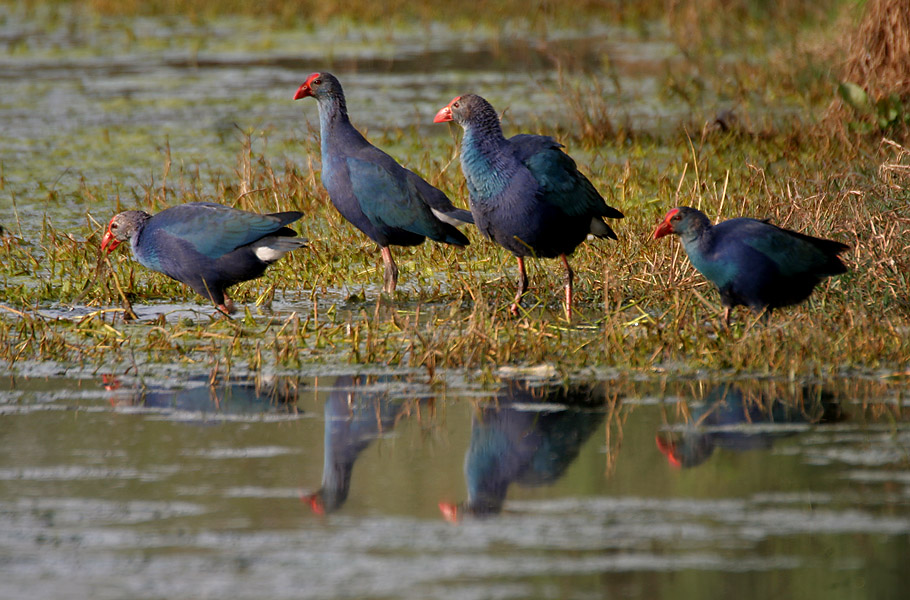

Das Purpurhuhn (Porphyrio porphyrio) ist eine Vogelart aus der Familie der Rallenvögel.

## Merkmale
Das Purpurhuhn hat eine Körperlänge von 45 bis 50 Zentimetern und eine Flügelspannweite von 80 bis 100 Zentimetern. Das Weibchen wird bis 735 Gramm, das Männchen bis 685 Gramm schwer.
Damit ist es deutlich größer als das Blässhuhn. Das Federkleid ist dunkelblau und schimmert violett. Die Unterschwanzdecken sind weiß. Der Schnabel, die Beine und das Stirnschild sind leuchtend rot. Letzteres ist im Winter etwas blasser. Seine langen Beine und Zehen ermöglichen es dem Purpurhuhn, in dichter Vegetation zu klettern, was außer ihm keine Rallenart tut. Im Jugendkleid ist das Gefieder grau mit einzelnen grauweißen Federn auf der Bauchmitte, die Beine und der Schnabel sind graurosa.

## Stimme
Das Purpurhuhn ruft meist nachts mit klagender Stimme, langgezogen und nasal trompetend. Oft werden lange Folgen gerufen, die sehr laut und aufsehenerregend sind. Weiterhin ruft es auch härter und mechanischer „prrrih prrrih prrrih“, mitunter schrill klingend. Der Kontaktruf ist ein schmatzendes „tschuck“.

## Verbreitung
Das Purpurhuhn kommt im tropischen und subtropischen Eurasien, Afrika und Australien vor. Es gibt lokale Populationen in Nordwest-Afrika und Südwest-Europa sowie in Vorderasien und dem Kaspigebiet. Eine weite Verbreitung liegt in Vorder- und Hinterindien, Indonesien, Philippinen und nach Osten bis Neuguinea vor, ebenso auf vielen pazifischen Inseln, Australien und Neuseeland. Das früher als Unterart angesehene Smaragdhuhn (Porphyrio madagascariensis) kommt in Afrika südlich der Sahara und auf Madagaskar vor.
- Die Nominatform P. p. porphyrio kommt im Mittelmeergebiet in kleinen, mehr oder weniger gefährdeten Populationen in Südwest-Spanien, Portugal, Tunesien, Algerien, auf Mallorca und auf Sardinien vor.

- Die Unterart P. p. poliocephalus (einschließlich caspius und seistanicus) kommt von der Südostküste der Türkei nach Osten vor. Sie wird jetzt als eigenständige Art Porphyrio poliocephalus geführt und als Graukopf-Purpurhuhn bezeichnet.[1][2]

- Die Unterart P. p. madagascariensis wird jetzt meist als eigenständig angesehen und als Smaragdhuhn geführt.[3][4]

## Lebensraum
Das Purpurhuhn brütet in der dichten Vegetation am Ufer von Seen, Sümpfen, Lagunen und langsam fließenden Gewässern mit niedrigem Bewuchs aus Schilf, Binsen, und Seggen. Zur Nahrungssuche begibt es sich auch auf angrenzende Landflächen.

## Bestandsentwicklung
Im 20. Jahrhundert erlitt die Nominatform starke Bestandseinbrüche im sehr lückenreichen Verbreitungsgebiet in der West-Paläarktis infolge von Austrocknung und Trockenlegung von Feuchtgebieten im Mittelmeerraum, weiterhin Bejagung und Pestizideinsatz bis in die 1980er Jahre. Der Bestand auf Sizilien ist seit dem Jahr 1950 erloschen. Seit den 1980er Jahren findet wegen des intensiven Schutzes und Managementmaßnahmen wieder eine Ausbreitung in verlassene Gebiete statt. In Nordost-Spanien konnten ab dem Jahr 1990, auf den Balearen ab 1992, in Südost-Spanien ab 1995 und in den französischen Pyrenäen ab 1996 wieder Populationen etabliert werden.
Der europäische Bestand der Nominatform P. p. porphyrio wird auf 7000 bis 7400 Brutpaare geschätzt, mit zunehmendem Trend. Der europäische Bestand der Unterart P. p. poliocephalus wird auf 6200 bis 27500 Brutpaare geschätzt, ebenfalls mit zunehmendem Trend.

## Systematik

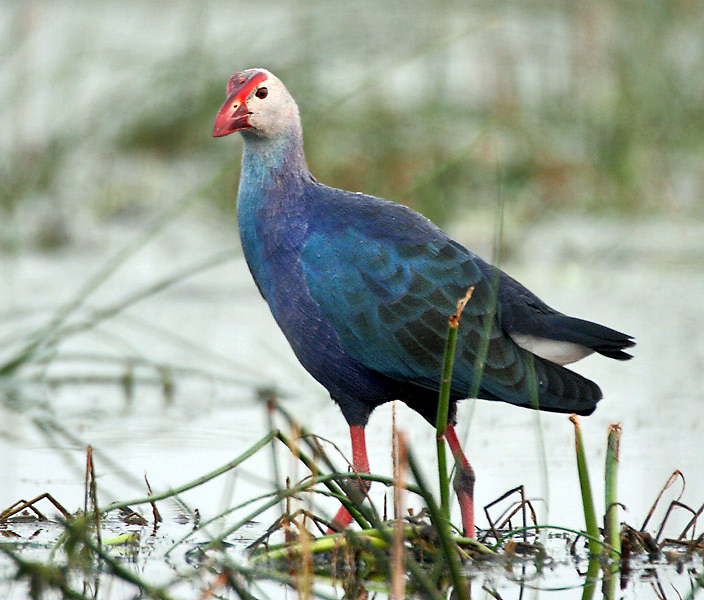
Grauköpfige Form P. p. poliocephalus in Indien

Die Taxonomie der Art wird kontrovers diskutiert. Im Jahr 1998 wurden etwa 20 Taxa im Purpurhuhn-Komplex (Gattung Porphyrio) beschrieben, die in fünf bis sechs Gruppen gegliedert wurden und nach Auffassung des Autors zum Teil vermutlich Allospezies darstellen. Diese Abspaltung der Unterarten als eigenständige Arten wurde von der BirdLife Taxonomic Working Group in dieser Form jedoch abgelehnt. Obwohl auch nach Auffassung dieser Arbeitsgruppe deutliche Unterschiede zwischen den kontinentalen Formen bestehen, hält sie die Datenlage für die Artenabgrenzung für nicht ausreichend und fordert weitergehende Untersuchungen. Die Verhältnisse in den Kontaktzonen zwischen diesen Taxa sind bisher noch nicht ausreichend untersucht, es liegt derzeit keine umfassende genetische Untersuchung vor. Sicher ist bisher nur, dass die Takahē sehr nah mit dem australasiatischen Purpurhuhn Porphyrio (p.) melanotus verwandt sind.
Eine neuere Theorie nimmt Bezug auf die mögliche frühe Verbreitung des Purpurhuhns durch den Menschen. So wäre das große Verbreitungsgebiet des Vogels und seine voneinander getrennten Areale leichter erklärbar. Verschiedene Kreuzungen mit anderen Arten wären in den neu besiedelten Lebensräumen möglich. Dies hätte zu den verschiedenen Formen führen können.
Unterarten:
- (Porphyrio porphyrio porphyrio), Nominatform, in Europa
- (Porphyrio porphyrio bellus)
- (Porphyrio porphyrio caspius)
- (Porphyrio porphyrio indicus)
- (Porphyrio porphyrio melanopterus)
- Pukeko (Porphyrio porphyrio melanotus), verbreitet in Australien und Neuseeland
- (Porphyrio porphyrio pelewensis)
- (Porphyrio porphyrio poliocephalus), grauköpfige Form, verbreitet im tropischen Asien
- (Porphyrio porphyrio pulverulentus)
- (Porphyrio porphyrio samoensis)
- (Porphyrio porphyrio seistanicus)
- (Porphyrio porphyrio viridis)[10]

## Nahrung
Das Purpurhuhn ist omnivor, es ernährt sich hauptsächlich von Sprossen, Blüten, Blättern, Knollen und Samen von Wasser- und Sumpfpflanzen. Manchmal nimmt es auch Wirbellose, Eier und Nestlinge.

## Verhalten

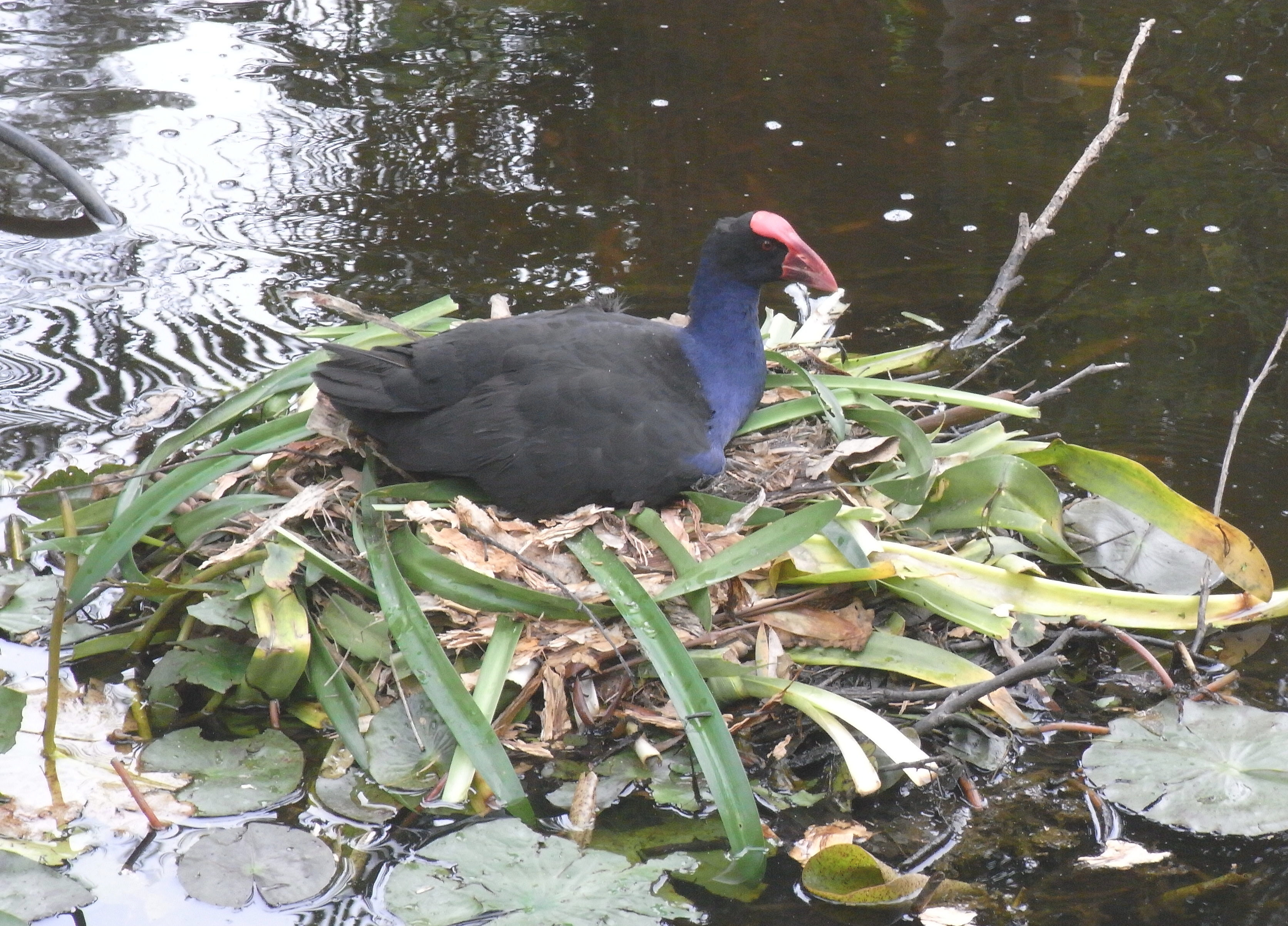
Purpurhuhn beim Brüten

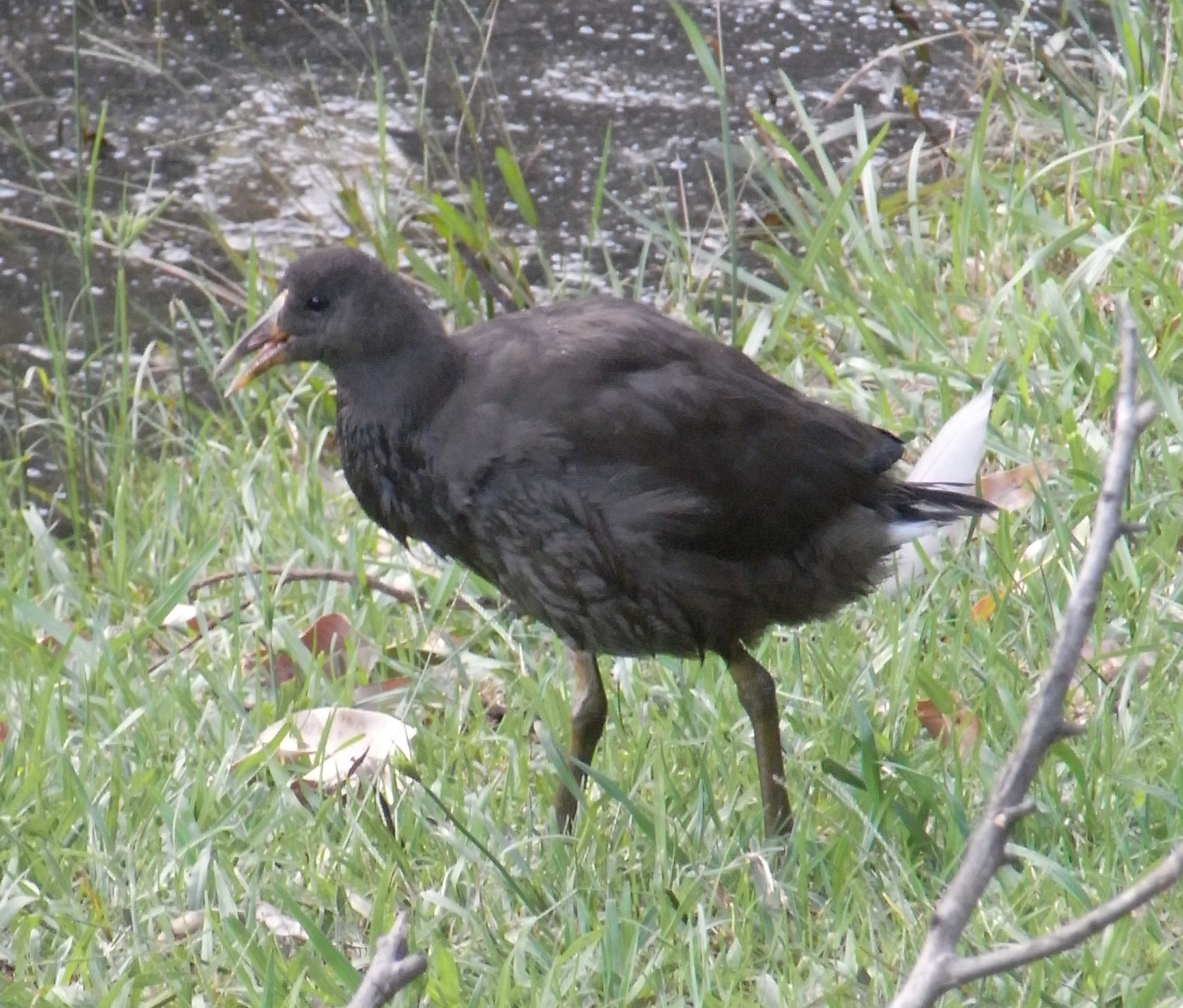
Junges Purpurhuhn

Außerhalb der Brutzeit hält sich das Purpurhuhn mitunter in größeren Gruppen mit bis zu 300 Individuen auf. Es ist tag-, dämmerungs- und nachtaktiv. Es kann sich sehr geschickt in Deckung halten, fliegt bei Störung steil nach oben auf und landet anschließend sofort wieder mit hängenden Beinen. Während der Brutzeit wird ein Revier gehalten, teilweise auch in lockeren Kolonien. Die Paare bleiben eine Brutzeit lang zusammen. Das Männchen hat während der Balz Wasserpflanzen im Schnabel. Die Paarung wird vom Weibchen eingeleitet und dauert etwa zwei bis drei Sekunden, das Männchen bleibt dabei länger auf dem Weibchen, es erfolgen mehrere Paarungen hintereinander.

## Fortpflanzung

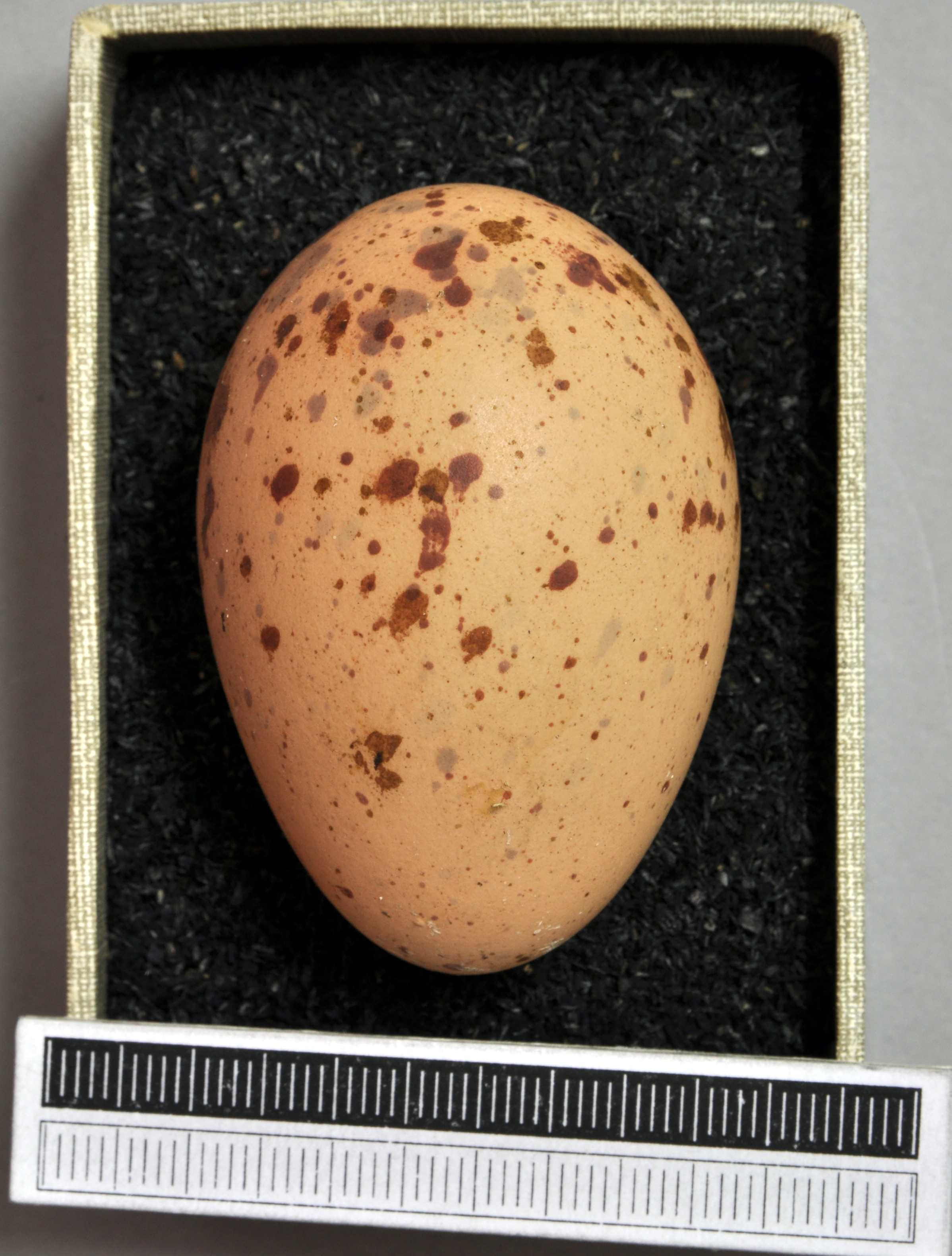
Ei, Sammlung Museum Wiesbaden

Die Geschlechtsreife tritt mit ein bis zwei Jahren Lebensalter ein. Das große Nest wird in der Nähe von Wasser in dichter Vegetation angelegt. Es wird aus totem und lebendem Pflanzenmaterial gebaut und hat ein bis zwei Zugangswege, sogenannte Rampen. Beide Partner bauen, jedoch trägt das Männchen mehr Baumaterial heran.
Die drei bis fünf ovalen, glänzend rahmfarbenen Eier mit dunklen Flecken werden meistens ab Ende März im Abstand von einem Tag gelegt. Die Brutdauer beträgt 23 bis 25 Tage. Beide Partner brüten, das Weibchen jedoch mehr.
Die Jungvögel schlüpfen nahezu gleichzeitig und verlassen als Nestflüchter nach wenigen Tagen das Nest. Sie werden von beiden Altvögeln geführt und suchen ab 10 bis 14 Tagen Alter auch selbständig Nahrung, werden aber meistens bis zum Alter von 25 bis 40 Tagen gefüttert. Sie sind nach etwa 60 Tagen flügge und mit sechs bis acht Wochen selbständig.